# Каракемер (Алматинская область)
Каракемер (каз. Қаракемер) — село в Енбекшиказахском районе Алматинской области Казахстана. Административный центр Каракемерского сельского округа. Код КАТО — 194055100.

## География
Располагается в 17 км к северо-востоку от города Есик (районного центра), на правом берегу реки Турген.
Земельная площадь — 8378 га.

## Население
В 1999 году население села составляло 3992 человека (1942 мужчины и 2050 женщин). По данным переписи 2009 года, в селе проживало 5045 человек (2519 мужчин и 2526 женщин).

## Экономика
Предприятия: кирпичный завод, дробильный цех, винный завод, ТОО «Торе-жайлау» (сельскохозяйственное предприятие).
С 1957 по 1997 годы в селе действовал виноградарский совхоз им. С. М. Кирова. На его основе в 1997 году было создано акционерное общество с филиалами в сёлах Сатай и Талдыбулак.